# Dyden er ikke Dirchefri
Dyden er ikke Dirchefri (svensk: Sommar och syndera) er en svensk-dansk film fra 1960. Filmen, der er en komedie, er instrueret af Arne Mattsson efter forlæg af bogen Dyden er ikke dirkefri af Willy Breinholst og Erik Pouplier. 

## Medvirkende
- Karl-Arne Holmsten, Emil Horneberg, nylonstrømpefabrikant
- Olof Thunberg, Ove Högsbro, læbestiftfabrikant
- Elsa Prawitz, Helga Krus, rødhåret pengeafpresser
- Dirch Passer, Kansas-Joe, amerikansk soldat på orlov
- Judy Gringer, Smukke Lulu, badepige
- Yvonne Lombard, Heidi Horneberg, Emil hustru
- Gio Petré, Liselotte Högsbro, Oves hustru
- Yngve Gamlin, professor Cornelius
- Lena Granhagen, fru Zitter
- Nils Hallberg, Åke Johansson
- Ole Monty, portier på badehotellet
- Sture Lagerwall, Sven Molmagen
- Sif Ruud, fru Prytz

## Handling
Emil og Ove er lykkeligt gifte. Begge er for tiden græsenkemænd, da deres hustruer er på ferie i Danmark. En dag falder Emil nærmest over en fantastisk smuk kvinde på Nybroplan i Stockholm. Hun er udpræget rødhåret og hedder Helga. 